# Wando linux
Wando OS es una distribución de GNU/Linux originaria de Argentina y España. Está basada en Debian GNU/Linux. En su última versión, incluye un software que permite al usuario crear un LiveUSB y así poder guardar los cambios realizados mediante backups. También puede instalarse en la PC mediante dos tipos de instalación: completa o básica, disponiendo de un sistema completo y configurado en un tiempo mínimo. Lugosi,  es el nombre código que se le dio a la primera versión de Wando, haciendo homenaje al actor de cine clásico Bela Lugosi.
Cuenta con 1.5 Gigabytes de aplicaciones en un disco compacto normal, con una selección de paquetes en las áreas de ofimática, multimedia, internet, programación, ciencias, etc.

## Características
Algunas características de Wando Vincent son:
- Repositorios actualizados y funcionando correctamente
- Detección automática de los discos rígidos en su PC, dejándolos disponibles en su escritorio con tan solo un clic.
- Buen soporte de impresoras.
- Soporte de escáners.
- Soporte de webcams, incluyendo los modelos de intel y genius.
- Permite acceder a CDROMs, diskettes, con un clic en el escritorio.
- Detección automática de cámaras digitales, pendrive, dispositivos hot plugs.
- Es compatible con archivos de MSOFFICE y soporta los sistemas de archivos de Microsoft Windows (NTFS y FAT32).
- Bootea desde pendrive o desde CD.
- Especializado para Laptops
- Soporte para placas Broadcom
- Soporte para formatos ext4
- Soporte para modems ADSL
- Inclusión de Telegram (para mensajería)
- Inclusión de sistema de backups y puntos de restauración
- Protección contra problemas en el grub. Gracias a super grub manager.

## Herramientas
- Sware Iron: Navegador web sin elementos restritivos, con énfasis en su extensibilidad y el soporte de tecnologías estándar de la WWW.
- Kwin: Efectos visuales de escritorios tipo cubo disponible para placas Nvidia e Intel.
- LibreOffice.org: Suite ofimática compatible con (y similar a) MS Office.
- GIMP: Editor de imágenes.
- VLC: Reproductor de video con soporte para una amplia variedad de Códecs.
- Clementine: Reproductor multimedia.
- Jitsi: Cliente de llamadas sobre VoIP.
- Empathy: Cliente de mensajería instantánea con soporte para múltiples protocolos MSN, Facebook, IRC, Gadu-Gadu, ICQ, Jabber/XMPP, Yahoo entre otros.

## Últimos cambios
La última Versión de Wando x64 incluye cambios notables en comparación con sus versiones de desarrollo.
La implementación de Gnome con Docky como entorno de escritorio por omisión, es uno de ellos.
Además,  la última versión Vincent 4.1 cuenta con las siguientes mejoras:
- Linux 3.13x
- Gnome 3.12.2
- Xorg 1.15
- Mesa 10.1.0
- Upstart 1.12.1

Otras novedades y selección de software:
- Se agregó la herramienta de copias de seguridad Déjà Dup.
- Se reemplazó Shotwell y F-Spot por gThumb.
- Jdownloader se encuentra disponible en el repositorio oficial.
- Se reemplazó Openoffice.org por su fork LibreOffice.
- Se agregó Compiz Fusion Icon.
- Importantes mejoras en rendimiento del Centro de Control DeepinSoftware y el Gestor de programas
- Nuevo tema para playmouth (animación de inicio).
- Wando Update (gestor de actualizaciones) más rápido.
- Repositorios Medibuntu, Getdeb y Playdeb por omisión.

## Nuevo Logo

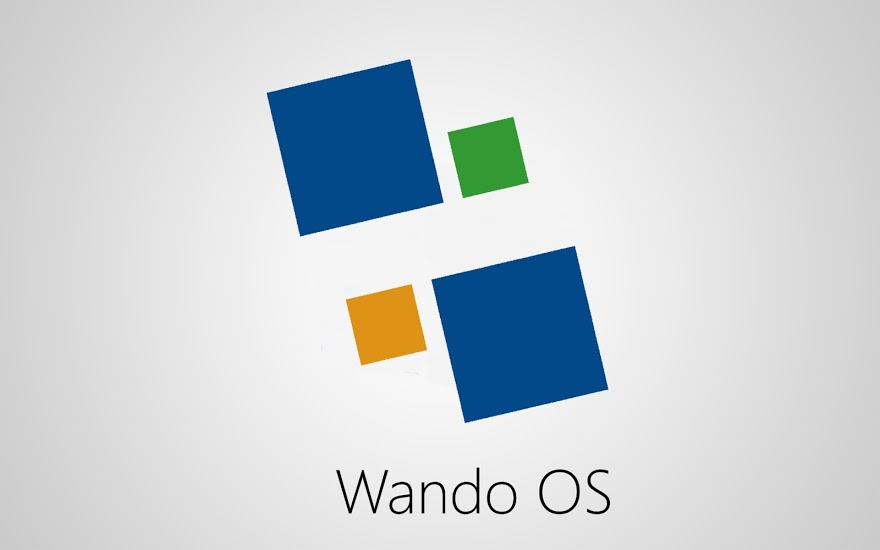
After official Wando OS. Created in 2013

Se hace presente un nuevo logo en el cual, es diseñado por los expertos gráficos de Wando OS para poseer un rostro, una imagen propia. Como observaran, el anterior es una modificación de Deepin Software

## Wando Little
Wando Little es una distribución de GNU/Linux. Está basada en Ubuntu 12.04. Este sistema implementa la tecnología LiveCD y así poder guardar los cambios realizados. También puede instalarse en la PC mediante dos tipos de instalación: completa o básica, disponiendo de un sistema completo y configurado en un tiempo mínimo.
A diferencia de Wando OS. Little es una versión del sistema operativo GNU que utiliza el kernel Linux-libre. Los principales objetivos del proyecto son la producción de un sistema operativo totalmente libre, fácil de usar, completo, y con buen soporte de idiomas. Las versiones actuales incluyen traducciones para los idiomas Gallego, Inglés, Español, Catalán, Vasco, Chino, Francés, Indio y Portugués.

## Diferencias con Ubuntu
La principal diferencia es el estricto filtro que muchas distribuciones usan. Aprobando solo aquellos que brindan las cuatro libertades indicadas por la Free Software Foundation, excluyendo así todo software no libre. Este compromiso conduce a la eliminación de "blobs" de firmware y otras piezas de software no completamente libre, así como a no brindar soporte a la instalación de programas privativos, desaconsejándolo tanto en los foros del proyecto como en la documentación. Desde un punto de vista práctico, los cambios más visibles son la selección de software preinstalado, la configuración no estándar del escritorio -usando sólo una barra de escritorio en lugar de las dos por defecto de GNOME-, y el "artwork" original, diseñado para ser limpio y elegante.

## Versiones
| Versión     | Nombre en clave | Fecha de lanzamiento    | Notas                |
| ----------- | --------------- | ----------------------- | -------------------- |
| 2.0 Alpha   |                 | 17 de julio de 2012     |                      |
| 2.0 Alpha 2 |                 | 21 de julio de 2012     |                      |
| 2.0 Beta 1  |                 | 25 de julio de 2012     |                      |
| 2.0         | Lugosi          | 15 de agosto de 2012    | Versión RTM estable. |
| 2.1         | Lugosi          | 4 de octubre de 2012    | Update Publicada.    |
| 2.2         | Lugosi          | 9 de marzo de 2013      | Update Publicada.    |
| 3.0         | Perkins         | 25 de octubre de 2013   | Versión RTM estable. |
| 3.1         | Perkins         | 27 de enero de 2014     | Update Publicada.    |
| 4.0         | Vincent         | 6 de septiembre de 2014 | RTM Publicada.       |
| 4.1         | Vincent         | 10 de marzo de 2015     | Update Publicada.    |

- Datos: Q6166339